# Atletika na Letních olympijských hrách 2016 – hod kladivem ženy
Hod kladivem žen na Letních olympijských hrách 2016 se uskutečnil od 12. do 15. srpna na Olympijském stadionu v Riu de Janeiru. Každá soutěžící měla v kvalifikačním kole tři hody. Všechny, které dosáhly kvalifikační vzdálenosti postoupily do finále. Ve finále bezkonkurenčně zvítězila dvojnásobná mistryně světa polka Anita Włodarczyková, která výkonem 82,29 metrů vytvořila nový světový rekord. Na druhém místě se výkonem 76,75 umístila čínská atletka Zhang Wenxiuová, třetí skončila britka Sophie Hitchonová s výkonem 74,54 metrů.

## Časový plán
Všechny časy jsou v brazilském čase (UTC−3).
| Datum              | Čas   | Kolo        |
| ------------------ | ----- | ----------- |
| Pátek, 12. srpna   | 20:40 | Kvalifikace |
| Pondělí, 15. srpna | 10:40 | Finále      |

## Výsledky

### Finále
| Umístění | Jméno                  | Národnost              | #1    | #2    | #3    | #4            | #5            | #6            | Výsledek | Poznámka |
| -------- | ---------------------- | ---------------------- | ----- | ----- | ----- | ------------- | ------------- | ------------- | -------- | -------- |
| 1        | Anita Włodarczyková    | Polsko                 | 76.35 | 80.40 | 82.29 | x             | 81.74         | 79.60         | 82.29    | WR       |
| 2        | Zhang Wenxiuová        | Čína                   | 75.06 | 74.04 | 76.19 | 74.65         | 76.75         | 70.93         | 76.75    | SB       |
| 3        | Sophie Hitchonová      | Velká Británie         | x     | 73.29 | 71.73 | 72.28         | 72.89         | 74.54         | 74.54    | NB       |
| 4        | Betty Heidlerová       | Německo                | 71.38 | 69.24 | 69.84 | 72.71         | 73.71         | x             | 73.71    |          |
| 5        | Zalina Marghievaová    | Moldavsko              | 69.01 | x     | 72.38 | 73.50         | 72.96         | 70.24         | 73.50    |          |
| 6        | Amber Campbellová      | Spojené státy americké | 68.18 | 68.85 | 70.20 | 70.57         | 72.74         | 71.09         | 72.74    |          |
| 7        | Hanna Malyshiková      | Bělorusko              | 66.58 | x     | 70.38 | 70.60         | 69.68         | 71.90         | 71.90    |          |
| 8        | DeAnna Priceová        | Spojené státy americké | 68.12 | x     | 70.95 | x             | 61.95         | 69.18         | 70.95    |          |
| 9        | Joanna Fiodorowová     | Polsko                 | 69.87 | x     | 68.63 | Nepokračovala | Nepokračovala | Nepokračovala | 69.87    |          |
| 10       | Rosa Rodríguezová      | Venezuela              | 67.94 | 66.87 | 69.26 | Nepokračovala | Nepokračovala | Nepokračovala | 69.26    |          |
| 11       | Alexandra Tavernierová | Francie                | x     | 65.18 | x     | Nepokračovala | Nepokračovala | Nepokračovala | 65.18    |          |